# Alexander Schmidt (football)
Pour les articles homonymes, voir Alexander Schmidt et Schmidt.
Alexander Schmidt, né le 19 janvier 1998 à Vienne en Autriche, est un footballeur autrichien jouant au poste d'avant-centre au FC Blau-Weiß Linz.

## Biographie

### Débuts professionnels
Né à Vienne en Autriche, Alexander Schmidt est formé par le Red Bull Salzbourg, mais c'est avec le club partenaire du FC Liefering qu'il commence sa carrière professionnelle.
Avec l'équipe U19, il remporte notamment l'UEFA Youth League lors de l'édition 2016-2017. Il participe à la finale remportée par son équipe face au Benfica Lisbonne par deux buts à un, en entrant en jeu en cours de partie. Il se met en évidence en inscrivant le but de la victoire qui permet à son équipe d'être sacrée dans la compétition.  Il prolonge son contrat avec Salzbourg le 12 décembre 2017.
Le 21 juin 2019, il est prêté pour une saison au Wolfsberger AC,.

### SKN Sankt Pölten
Alexander Schmidt rejoint le LASK le 15 août 2020, mais se voit prêté dans la foulée au SKN Sankt Pölten. Il joue son premier match pour Sankt Pölten le 29 août 2020, contre l'ATSV Wolfsberg, lors d'une rencontre de coupe d'Autriche. Il est titularisé et son équipe s'impose par trois buts à un ce jour-là. Il ouvre son compteur but lors de sa troisième apparition, le 20 septembre 2020, lors d'une rencontre de championnat face à l'Admira Wacker. Ce jour-là, Schmidt réalise même un doublé et son équipe l'emporte par cinq buts à zéro. Il réalise un nouveau doublé le 30 octobre 2020, contre le SV Ried, en championnat. En plus de ses deux buts, il provoque un penalty pour son équipe, contribuant grandement à la victoire de celle-ci (4-0).

### LASK
Alexander Schmidt est de retour au LASK à l'été 2021, à la fin de son prêt au SKN Sankt Pölten. Il inscrit son premier but pour LASK le 31 juillet 2021 face au Rapid Vienne. Il est titulaire et marque le but égalisateur permettant à son équipe d'obtenir le point du match nul (1-1 score final),. Il se blesse à la cuisse droite au mois d'août suivant, ce qui lui vaut d'être absent pour quatre semaines. Cette saison-là il participe à la Ligue Europa Conférence 2021-2022. Son équipe se hisse jusqu'en huitièmes de finale où elle affronte le SK Slavia Prague. Il entre en jeu lors du match aller perdu le 10 mars 2022 (4-1) et entre de nouveau en jeu au retour où il marque un but, ce qui ne suffit pas à son équipe malgré la victoire (4-3), éliminée sur l'ensemble des deux matchs.

### Austria Vienne
Le 9 août 2023, Alexander Schmidt rejoint le FK Austria Vienne. Il signe un contrat d'un an avec une année supplémentaire en option.

### FC Blau-Weiß Linz
Le 5 juillet 2024, Alexander Schmidt rejoint le FC Blau-Weiß Linz. Il signe un contrat d'un an avec une année supplémentaire en option.

### En équipe nationale
Le 15 novembre 2019, Alexander Schmidt joue son premier match avec l'équipe d'Autriche espoirs, face au Kosovo. Il entre en jeu à la place de Christoph Baumgartner, et son équipe s'impose sur le score de quatre buts à zéro. Le 9 octobre 2020, il délivre sa première passe décisive, en faveur de son coéquipier Marco Grüll. Entrée en jeu en toute fin de rencontre, il permet à son équipe de l'emporter sur la plus petite des marges face au Kosovo (0-1). Ces deux rencontres rentrent dans le cadre des éliminatoires de l'Euro espoirs 2021.

## Palmarès
Red Bull Salzbourg
- UEFA Youth League (1) :
  - Vainqueur : 2016-17.